# PR-980
A PR-980 é uma rodovia de acesso, pertencente ao governo do Paraná, que liga a PR-445 à cidade de Tamarana, com extensão de 3 quilômetros, totalmente pavimentados.
Esta rodovia foi denominada Rodovia Victório Francovig pela Lei Estadual nº 8.117, de 26 de junho de 1985.